# Grand Prix de l'Escaut féminin
 (avril 2021).
Si vous disposez d'ouvrages ou d'articles de référence ou si vous connaissez des sites web de qualité traitant du thème abordé ici, merci de compléter l'article en donnant les références utiles à sa vérifiabilité et en les liant à la section « Notes et références ».
Le Grand Prix de l'Escaut féminin (Scheldeprijs Vrouwen) est une course cycliste féminine belge. Créé en 2021, il fait partie du calendrier de l'Union cycliste internationale en catégorie 1.1. Elle a lieu le même jour que la course masculine éponyme.

## Palmarès
| Année | Vainqueur     | Deuxième        | Troisième        |
| ----- | ------------- | --------------- | ---------------- |
| 2021  | Lorena Wiebes | Emma Norsgaard  | Elisa Balsamo    |
| 2022  | Lorena Wiebes | Chiara Consonni | Rachele Barbieri |
| 2023  | Lorena Wiebes | Charlotte Kool  | Chiara Consonni  |
| 2024  | Lorena Wiebes | Charlotte Kool  | Martina Fidanza  |
| 2025  | Elisa Balsamo | Charlotte Kool  | Chiara Consonni  |